# Josef Ospelt
Josef Ospelt (Vaduz, 9 de enero de 1881 - Vaduz, 1 de junio de 1962) fue un político liechtensteiniano. Fue el primer Primer Ministro de Liechtenstein desde el 2 de marzo de 1921 hasta el 27 de abril de 1922.

## Biografía
Josef Ospelt, hijo de Julius y Mary Caesar (de soltera Seger), nació en Vaduz, Liechtenstein, el 9 de enero de 1881. Después de asistir a una escuela rural en Vaduz, comenzó a trabajar como administrador provincial bajo el gobernador Carl von In der Maur.
En 1918, Ospelt se unió a los fundadores del Partido Cívico Progresista y luego fue elegido presidente y gerente del periódico Liechtenstein Volksblatt.
El 23 de marzo de 1921 sucedió al administrador provincial, Dr. Joseph Peer, y participó en la preparación de una nueva constitución. Tras la entrada en vigor de la nueva Constitución del 5 de octubre de 1921, fue nombrado jefe de gobierno, por recomendación del Parlamento. En este período de transición, fue el último administrador provincial de Liechtenstein y el primer jefe de gobierno como primer ministro.
Tras su dimisión como Primer Ministro el 27 de abril de 1922, se trasladó con su familia a Viena. De 1918 a 1922, se desempeñó como tesorero y administrador del dominio real. Después de 1922, estableció una agencia legal y de seguros en Vaduz. En 1925 fue representante de Zurich Insurance. Después de la agitación política en 1928, Ospelt ocupó varios cargos públicos importantes. Fue uno de los miembros fundadores de la Sociedad Histórica de Liechtenstein, que dirigió de 1928 a 1955 como presidente, y durante muchos años integró la Junta de Viticultores de Vaduz. De 1930 a 1932 fue miembro del Landtag de Liechtenstein.